# Sekundarschule Kreuzau/Nideggen
Die Sekundarschule Kreuzau/Nideggen ist eine teilintegrierte Sekundarschule mit Standorten in Kreuzau (Hauptverwaltung) und in Nideggen in Nordrhein-Westfalen.

## Geschichte
Basierend auf den Empfehlungen des Schulentwicklungsplanes für den Kreis Düren beschäftigte sich seit 2011 eine Projektgruppe bestehend aus Vertretern der Kommunen Kreuzau und Nideggen gemeinsam mit den dortigen Schulleitungen mit der konzeptionellen Vorbereitung einer Gemeinschafts- bzw. Sekundarschule. Zum Schuljahr 2012/13 startete die Sekundarschule Kreuzau/Nideggen sechszügig. Der Eröffnungsfestakt in Nideggen fand in Anwesenheit von Schulministerin Sylvia Löhrmann statt. Im Juni 2018 wurde der erste Schülerjahrgang entlassen. Im September 2018 prüfte die „Qualitätsanalyse“ NRW die Schule mit hervorragenden Ergebnissen.

## Schulprofil
Die Schule umfasst an beiden Standorten die Jahrgänge 5–10 und ist eine gebundene Ganztagsschule, an der alle Schulabschlüsse der Sekundarstufe I erworben werden können. Die Schülerinnen und Schüler werden auf eine berufliche Ausbildung und/oder die Hochschulreife vorbereitet, da vom Jahrgang 5 an auch nach gymnasialen Standards gearbeitet wird. Eine zweite Fremdsprache wird ab Jahrgang 7 angeboten. Im Jahrgang 9 bietet sich ebenso wie am Gymnasium oder der Gesamtschule die Möglichkeit, eine weitere Fremdsprache zu erlernen. Mit dem Erwerb der erforderlichen Qualifikation am Ende des Jahrgangs 10 kann der Schulbesuch in einer der vertraglich gebundenen Kooperationsschulen (Gymnasium der Gemeinde Kreuzau, Berufskollegs des Kreises Düren: Berufskolleg Kaufmännische Schulen, Berufskolleg für Technik Düren, Nelly-Pütz-Schule Düren) oder an einer anderen gymnasialen Oberstufe bis zum Abitur fortgeführt werden.
Die Schule bietet bereits ab Klasse 6 eine ausführliche Berufsvorbereitung und alle Standardelemente von „Kein Abschluss ohne Anschluss“ an. Die Schule wurde als Nationalparkschule zertifiziert und ist „Euregioprofilschule“ mit der belgischen Partnerschule Collège Notre-Dame de Gemmenich aus der Stadt Gemmenich (seit 2023) sowie dem Eijkhagen Charlemagne College in Landgraaf (Niederlande).

## Pädagogisches Konzept und Besonderheiten
An der Schule arbeiten sogenannte multiprofessionelle Teams mit Sozialpädagogen, Sonderpädagogen und Lehrern im „Gemeinsamen Lernen“ (Inklusion). Lernzeiten ersetzen weitgehend Hausaufgaben, die Wahl von bis zu drei Fremdsprachen (Englisch, Französisch, Niederländisch) ist möglich. Alle Schüler erhalten Förderpläne und es gibt ein umfassendes Beratungsnetzwerk. Seit Gründung der Schule wird mit einem schulspezifischen Schulplaner gearbeitet.
Einmal jährlich wird ein Kennenlerntag für alle neuen Schüler veranstaltet, ebenfalls Tage der offenen Tür. Jährlich findet eine Projektwoche statt sowie Klassenfahrten in den Jahrgangsstufen 6, 8 und 10.
Die Schule nimmt an zahlreichen Aktionen und Wettbewerben teil. Zum Beispiel beteiligte sie sich 2018 im Rahmen des Europäischen Kulturerbejahres mit einer Aktion zur Erforschung der Stadtmauern von Nideggen in Zusammenarbeit mit dem LVR-Amt für Denkmalpflege im Rheinland. 2019 nahm eine Schülergruppe in Hürtgenwald-Simonskall an der Aktion „2019 – eine Bauhütte für Kathedralen des 21. Jahrhundert“ teil. Bei den "Aktionswochen für Demokratie und Respekt" des Ministeriums für Schule und Bildung NRW erhielt die Sekundarschule Kreuzau/Nideggen am 2. Februar 2022 als eine von fünf besonders herausragenden Projektschulen eine Auszeichnung und eine Prämie.